# Sillimaniet

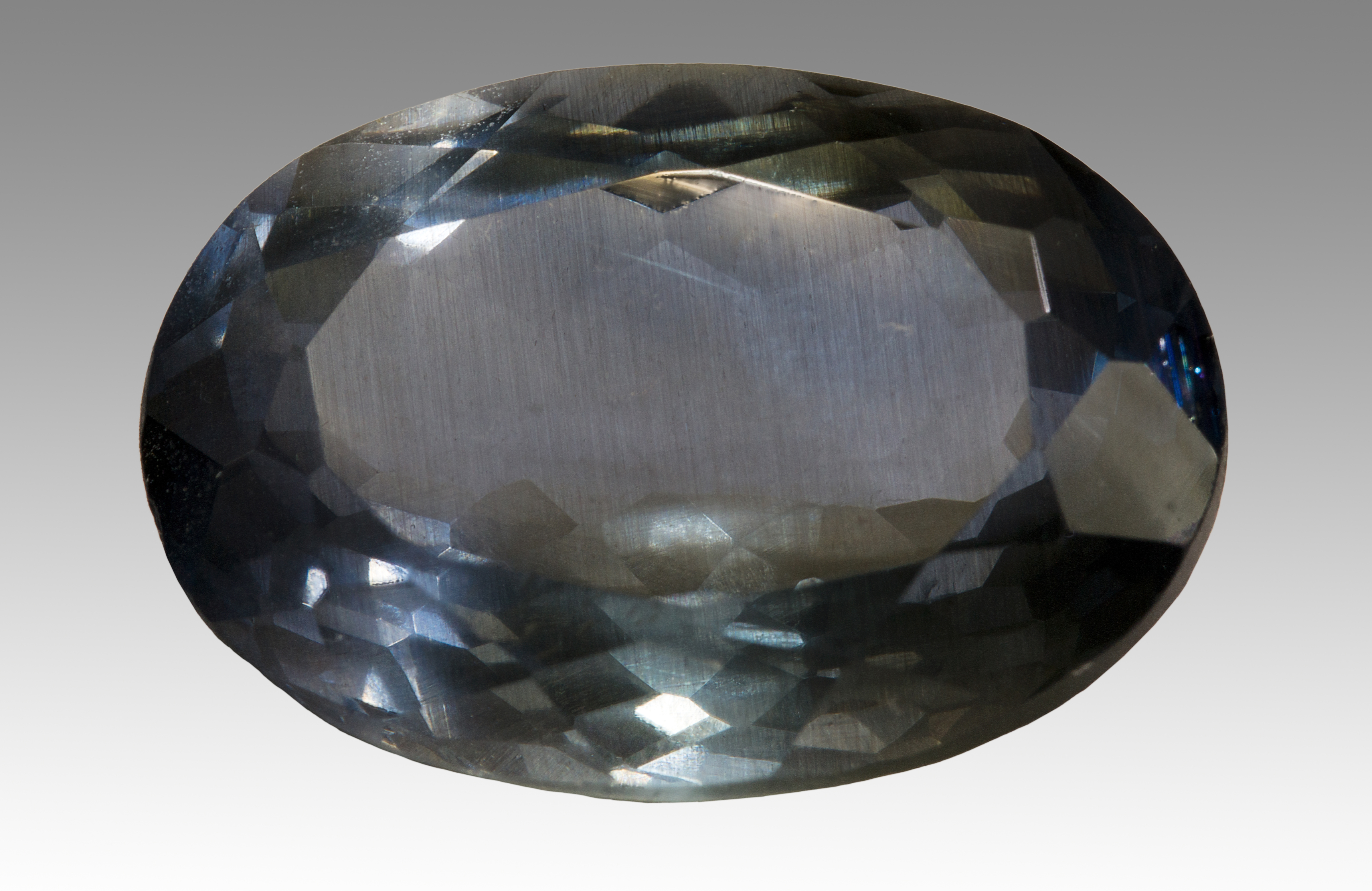
Sillimaniet cut

Het mineraal sillimaniet is een aluminium-silicaat met de chemische formule Al2SiO5. Het behoort tot de groep van de nesosilicaten.

## Eigenschappen
Het kleurloze, blauwige, grijze tot bruingroene mineraal heeft een perfecte splijting volgens kristalvlak [010], een witte streepkleur en een glasglans. Het kristalstelsel is orthorombisch, de gemiddelde dichtheid is 3,24 en de hardheid is 7. Sillimaniet is noch magnetisch, noch radioactief.

## Naamgeving
Sillimaniet is genoemd naar de Amerikaanse scheikundige en mineraloog B. Silliman (1779-1824).

## Voorkomen
Sillimaniet is een zeer veelvoorkomend mineraal als onderdeel van vele gesteenten. Het komt onder andere voor in gemetamorfoseerde sedimentaire gesteenten. Het is ook, samen met de andere aluminiumsilicaten andalusiet en kyaniet een indicatief mineraal voor de diepte en temperatuur waarbij een gesteente metamorfose ondergaan heeft. Sillimaniet is gewoonlijk stabiel bij temperaturen boven de 500 °Celsius en bij drukken boven de 0,2 GPa (gigapascal). De druk en temperatuur zijn gerelateerd waardoor bij hoge temperatuur (800 °C) een lagere druk 0,1 GPa nodig is om sillimaniet uit andalusiet te vormen. Bij temperaturen beneden 600 °C en drukken hoger dan 0,3 GPa wordt juist kyaniet uit andalusiet gevormd.
Sillimaniet komt voor in twee vormen, die een verschillende herkomst hebben, in de zandfractie van Nederlandse Kwartaire riviersedimenten voor: als korrels en als 'fibroliet'. In de zware-mineraalanalyse zoals dat in Nederland bij de Rijks Geologische Dienst gedurende de tweede helft van de twintigste eeuw plaatsvond, wordt het mineraal ingedeeld bij de zogenoemde stabiele groep.